# العلاقات المغربية النيجيرية
العلاقات المغربية النيجيرية هي العلاقات الثنائية التي تجمع بين المغرب ونيجيريا.
- وقد شهدت العلاقات بين المغرب ونيجيريا خلال السنوات الأخيرة تطورات ملحوظة توجت بتوقيع عدد من الشراكات والاتفاقيات في مجالات عديدة، أبرزها مشروع انبوب الغاز بين البلدين.[6]

## مقارنة بين البلدين
هذه مقارنة عامة ومرجعية للدولتين:
| وجه المقارنة                                              | المغرب                                 | نيجيريا                     |
| --------------------------------------------------------- | -------------------------------------- | --------------------------- |
| المساحة (كم2)                                             | 710.85 ألف                             | 923.77 ألف                  |
| عدد السكان (نسمة)                                         | 36.07 مليون                            | 190.89 مليون                |
| الكثافة السكانية (ن./كم²)                                 | 50.74                                  | 206.64                      |
| العاصمة                                                   | الرباط                                 | أبوجا، لاغوس                |
| اللغة الرسمية                                             | اللغة العربية، أمازيغية معيارية مغربية | لغة إنجليزية، اللغة اليوربا |
| العملة                                                    | درهم مغربي                             | نيرة نيجيرية                |
| الناتج المحلي الإجمالي (بليون دولار)                      | 109.14 مليار                           | 375.77 مليار                |
| الناتج المحلي الإجمالي (تعادل القوة الشرائية) بليون دولار | 274.06 مليار                           | 1.09 تريليون                |
| الناتج المحلي الإجمالي الاسمي للفرد دولار أمريكي          | 2.88 ألف                               | 2.64 ألف                    |
| الناتج المحلي الإجمالي للفرد دولار أمريكي                 | 7.49 ألف                               | 5.91 ألف                    |
| مؤشر التنمية البشرية                                      | 0.628                                  | 0.514                       |
| رمز المكالمات الدولي                                      | +212                                   | +234                        |
| رمز الإنترنت                                              | .ma                                    | .ng                         |
| المنطقة الزمنية                                           | ت ع م+01:00                            | ت ع م+01:00                 |

## مدن متوأمة
في ما يلي قائمة باتفاقيات التوأمة بين مدن مغربية ونيجيرية:
- ترتبط الداخلة مع مينا [الإنجليزية]‏ باتفاقية توأمة.

- 2024 : إطلاق خط جوي مباشر يربط بين الدار البيضاء والعاصمة النيجيرية أبوجا، المقرر تفعيله في 23 يونيو 2024، تم الاعلان عن هذا خلال حفل نظمته شركة الخطوط الملكية المغربية (لارام) بأبوجا، وأوضحت الشركة، خلال لقاء مع ممثلي وكالات الأسفار الكبرى بنيجيريا والشركاء المؤسسيين والتجاريين، أنه سيتم تشغيل هذا الخط الجديد إلى أبوجا بواقع ثلاث رحلات أسبوعيا (الثلاثاء والجمعة والأحد).[15]

## منظمات دولية مشتركة
يشترك البلدان في عضوية مجموعة من المنظمات الدولية، منها:
| علم المنظمة | اسم المنظمة                               | تاريخ انضمام المغرب | تاريخ انضمام نيجيريا |
| ----------- | ----------------------------------------- | ------------------- | -------------------- |
|             | مؤسسة التنمية الدولية                     | 29 ديسمبر 1960      | 14 نوفمبر 1961       |
|             | الأمم المتحدة                             | 12 نوفمبر 1956      | 7 أكتوبر 1960        |
|             | منظمة التجارة العالمية                    | 1995                | ?                    |
|             | منظمة التعاون الإسلامي                    | 25 سبتمبر 1969      | ?                    |
|             | المنظمة الهيدروغرافية الدولية             | ?                   | ?                    |
|             | البنك الإفريقي للتنمية                    | ?                   | ?                    |
|             | وكالة ضمان الاستثمار متعدد الأطراف        | 17 سبتمبر 1992      | 12 أبريل 1988        |
|             | الاتحاد الأفريقي                          | ?                   | ?                    |
|             | منظمة الشرطة الجنائية الدولية             | ?                   | ?                    |
|             | المركز الدولي لتسوية المنازعات الاستشارية | 10 يونيو 1967       | 14 أكتوبر 1966       |
|             | الاتحاد الدولي للاتصالات                  | 1 نوفمبر 1956       | 11 أبريل 1961        |
|             | الفريق المعني برصد الأرض                  | ?                   | ?                    |
|             | البنك الدولي للإنشاء والتعمير             | 25 أبريل 1958       | 30 مارس 1961         |
|             | الاتحاد البريدي العالمي                   | ?                   | ?                    |
|             | منظمة حظر الأسلحة الكيميائية              | ?                   | ?                    |
|             | مؤسسة التمويل الدولية                     | 30 أغسطس 1962       | 30 مارس 1961         |
|             | يونسكو                                    | 7 نوفمبر 1956       | 14 نوفمبر 1960       |

## وصلات خارجية
- موقع وزارة الخارجية المغربية
- موقع وزارة الخارجية النيجيرية